# Akçaabat Sebatspor
L'Akçaabat Sebatspor è una società calcistica con sede ad Akçaabat, nella provincia di Trebisonda, in Turchia. Fondato nel 1923, il club gioca le partite in casa allo stadio Akçaabat Fatih.
I colori sociali sono il bianco e il rosso.

## Storia
Nel 1969 è stato finalista perdente della Coppa del Primo ministro.

## Rosa attuale[senzafonte]
| N. |                     | Ruolo | Calciatore          |
| -- | ------------------- | ----- | ------------------- |
| 1  | Turchia (bandiera)  | P     | Güner Topçu         |
| 22 | Turchia (bandiera)  | P     | Hasan Yaranlı       |
| 29 | Turchia (bandiera)  | P     | Ahmet Yılmazer      |
| 18 | Mongolia (bandiera) | P     | Açıt-Erdene Daşnyam |
| 25 | Turchia (bandiera)  | P     | Mehmet Üçüncü       |
| -  | Turchia (bandiera)  | D     | Eyüp Saka           |
| 3  | Turchia (bandiera)  | D     | Eyüp Kadri Ataoğlu  |
| 4  | Turchia (bandiera)  | D     | Sezgin Yılmaz       |
| 5  | Turchia (bandiera)  | D     | Ümüt Sağır          |
| 23 | Turchia (bandiera)  | D     | Cem Kargın          |
| 32 | Turchia (bandiera)  | D     | Fatih Ciminli       |
| 42 | Turchia (bandiera)  | D     | Hasan Dülgeroğlu    |
| 77 | Turchia (bandiera)  | D     | Baykal Yılmaztaş    |
| 17 | Turchia (bandiera)  | D     | Ziya Şakar          |
| 6  | Turchia (bandiera)  | C     | Hasan Şahin         |

| N. |                    | Ruolo | Calciatore      |
| -- | ------------------ | ----- | --------------- |
| 10 | Turchia (bandiera) | C     | Adem Çak        |
| 11 | Turchia (bandiera) | C     | Burak Denizli   |
| 19 | Turchia (bandiera) | C     | Ferdi Çelik     |
| 9  | Turchia (bandiera) | C     | Barış Ülger     |
| 24 | Turchia (bandiera) | C     | Remzi Sevgili   |
| 12 | Turchia (bandiera) | C     | Ali Kılıç       |
| 58 | Turchia (bandiera) | C     | Selçuk Yıldırım |
| 61 | Turchia (bandiera) | C     | Erhan Çelenk    |
| 81 | Turchia (bandiera) | C     | Ömer Yavuz      |
| 20 | Turchia (bandiera) | A     | Emre Köksal     |
| 7  | Turchia (bandiera) | A     | Taha Balcı      |
| 21 | Turchia (bandiera) | A     | Sefa Ayvaz      |
| 55 | Turchia (bandiera) | A     | Ferdi Yanık     |
| 99 | Turchia (bandiera) | A     | Can Parlayan    |

## Statistiche
- Süper Lig: 2003-05
- TFF 1. Lig: 1978-91, 1992-93, 2000-03, 2005-07
- TFF 2. Lig: 1970-78, 1991-92, 1993-00, 2007-11
- TFF 3. Lig: 2011-12
- Bölgesel Amatör Lig: 2012-2013
- Amatör Futbol Ligleri: 2013-

## Palmarès

### Competizioni nazionali
- TFF 3. Lig: 2

1977-1978, 1991-1992

### Altri piazzamenti
- TFF 1. Lig:

Terzo posto: 2002-2003